# Laelia colon
Laelia colon är en fjärilsart som beskrevs av George Francis Hampson 1891. Laelia colon ingår i släktet Laelia och familjen tofsspinnare. Inga underarter finns listade i Catalogue of Life.